# Тайлер, Джеймс Майкл
Джеймс Майкл Тайлер (англ. James Michael Tyler; 28 мая 1962, Уинона, Миссисипи — 24 октября 2021, Лос-Анджелес, Калифорния) — американский актёр, наиболее известный по роли Гантера в сериале «Друзья».

## Биография
Джеймс Майкл Тайлер, младший из шести детей, родился в Уиноне, штат Миссисипи, США. Его отец был капитаном ВВС в отставке, а мать — домохозяйкой. Когда Тайлеру было 11 лет, его родители умерли, и он переехал в Андерсон, штат Южная Каролина, чтобы жить с сестрой. Там он окончил двухгодичную программу в местном Колледже Андерсона (сейчас — Университет Андерсона). Затем он учился в университете Клемсон, который окончил со степенью по геологии. Во время учёбы был членом студенческого театра, поэтому решил стать актёром. Получил степень магистра изящных искусств в Университете Джорджии в 1987 году.
В 1988 году он переехал в Лос-Анджелес и стал ассистентом продюсера и помощником монтажёра фильма «Толстяк и Малыш».

## Личная жизнь и последние годы
В 1995 году Тайлер женился на личном тренере Барбаре Чедси, они жили в Голливуде. С 2003 года супруги жили раздельно, а в 2014 году развелись официально («в силу непреодолимых разногласий»). В 2017 году артист женился на Дженифер Карно.
Тайлер увлекался музыкой, игрой в теннис, гольфом и бегом трусцой.
В 2018 году артисту был поставлен диагноз рак простаты, но он никогда не говорил об этом до июня 2021 года, вскоре после выхода специального выпуска «Друзья: Воссоединение». Умер от рака 24 октября 2021 года на 60-м году жизни в своём доме в Лос-Анджелесе.

## Фильмография
| Год       |     | Русское название           | Оригинальное название     | Роль                |
| --------- | --- | -------------------------- | ------------------------- | ------------------- |
| 1994—2004 | с   | Друзья                     | Friends                   | Гантер              |
| 1997      | ф   | Отель страсти              | Motel Blue                | Оскар Бевинс        |
| 1998      | кор | Неудавшийся ужин           | The Disturbance at Dinner | Уилсон              |
| 1999      | ф   | Письма издалека            | Foreign Correspondents    | Рэнди               |
| 2000      | с   | Журнал мод                 | Just Shoot Me!            | доктор              |
| 2001      | с   | Сабрина — маленькая ведьма | Sabrina the Teenage Witch | Итан                |
| 2005      | с   | Клиника                    | Scrubs                    | терапевт            |
| 2008      | кор | Жизнь с этим               | Live with It              | Эндрю               |
| 2009      | ф   | Большая проблема Джейсона  | Jason's Big Problem       | Блэйн               |
| 2012      | с   | Эпизоды                    | Episodes                  | Джеймс Майкл Тайлер |
| 2021      | с   | Друзья: Воссоединение      | Friends                   | Гантер              |